# Гусарівка (станція)
Гуса́рівка — проміжна залізнична станція Лиманської дирекції Донецької залізниці на електрифікованій лінії Лозова — Слов'янськ між зупинними пунктами Дерезівка (2,5 км) та Некременко (2 км). Розташована у селі Гусарівка, поруч зі станцією розташовані села Новопавлівка та Нікополь Ізюмського району Харківської області.

## Історія
Офіційна історія станції Гусарівка розпочинається у 1908 році, але вже у 1883 році на перегоні Барвінкове — Ставроково (Бантишеве) на місці сучасної станції Гусарівка перебувала нетарифна полустанція Нікополь. Даних про вантажну і пасажирську роботу даного роздільного пункту у 1880-х роках XIX століття не знайдено.
Перша назва станції походить від назви великого сусіднього села. У 1890-х роках XIX століття тут було обладнано роз'їзд № 16. З 1901 року роз'їзду присвоєне найменування Рерберг — на честь генерала Петра Рерберга, що командував російськими військами у війні з Османською імперією у 1877—1878 роках і певний час проживав у Барвінковому. Після 1913 року (не пізніше 1916 року) роз'їзд перевели до категорії станцій та присвоїли назву Гусарівка — від найменування населеного пункту при річці Сухий Торець, який даний роздільний пункт обслуговував. Але стара назва роз'їзд Рерберг неофіційно використовувалася і в перші роки радянської влади.
Станом на 1894 рік на роз'їзді № 16 зупинялися поштовий і товаро-пасажирський поїзди Харків — Ростов. У 1917 році зупинки по Гусарівці здійснювали вже 3 пари поїздів: пасажирський, поштовий та вантажно-пасажирський, у складі яких були безпересадкові вагони до Караванної, Маріуполя, Луганська, Катеринослава, Новоросійська, Москви.
До Жовтневого перевороту 1917 року на станції Гусарівка вивантажували сільськогосподарську продукцію (борошно, висівку, зернохліб) у досить великих кількостях: у 1912 році — 3,1 тис. т, у 1914 році — 4,2 тис. т, у 1915 році — 5,2 тис. т. Даних про номенклатуру і кількість вантажів, що відправляла до 1917 року станція Гусарівка не знайдено.

## Пасажирське сполучення
На станції Гусарівка зупиняються лише приміські електропоїзди.